# Abderrahmane Mahjoub
Abderrahmane Mahjoub (Casablanca, 25 aprile 1929 – Casablanca, 31 agosto 2011) è stato un calciatore marocchino naturalizzato francese, di ruolo centrocampista.

## Carriera
Vinse la Coppa di Francia nel 1954 con il Nizza e lo stesso anno ottenne una convocazione ai Mondiali.

## Palmarès

### Club

#### Competizioni nazionali
- Campionato marocchino: 2

US Athlétique: 1946-1947
Wydad Casablanca: 1965-1966
- Coppa di Francia: 1

Nizza: 1953-1954
- Campionato francese di seconda divisione: 1

Montpellier: 1960-1961

#### Competizioni internazionali
- Coppa del Nordafrica: 1

US Athlétique: 1947-1948

### Inidividuali
- Capocannoniere del campionato marocchino: 1

1946-1947 (33 reti)